# Усманов Алішер Бурханович
Усманов Алішер Бурханович  (рос. Алишер Бурханович Усманов, узб. Alisher Usmonov, нар. 9 вересня 1953) — російський олігарх узбецького походження, мільярдер, засновник USM Holdings.
У березні 2012 року видання Bloomberg назвало Усманова найбагатшою людиною Росії, оцінивши його статок у $20 млрд.
У 2013—2015 роках очолював список найбагатших людей Росії.
2015 — за версією Forbes, посів 57-ме місце серед найвпливовіших людей світу.
З 30 листопада до 4 грудня 2024 року був президентом Міжнародної федерації фехтування (FIE), пропрацювавши на цфій посаді лише чотири дні.
Оскаржує звання олігарха. Так, Усманов у Німеччині виграв суд проти журналістів та ЗМІ, які називали його корупціонером, власником нерухомості у ЄС та олігархом Путіна.

## Розслідування
У 1994—1998 роках Усманов на чолі Міжбанківської інвестиційно-фінансової компанії «Інтерфін» вів стягнення боргів за газ. Наприкінці 1990-х Усманов познайомився з Ремом Вяхірєвим; об'єднавши зусилля та фінанси, «Газпром» та «Інтерфін» придбали контрольні пакети Оскольського електрометалургійного комбінату (ОЕМК) та Лебединського гірничо-збагачувального комбінату, консолідувавши їх у «Газметал». 2002 року «Інтерфін» Усманова викупив частку «Газпрому» в цій компанії і став єдиним акціонером, що контролює. У 2005 році Усманов спільно з Василем Анісімовим придбав у Бориса Іванішвілі Михайлівський ГЗК. У 2006 році всі згадані активи були консолідовані в «Металоінвест», співвласниками його разом з Усмановим стали Анісімов та Володимир Скоч (якому в 1999 році були передані акції після того, як його син Андрій Скоч став депутатом Держдуми)
28 лютого 2022 року, у відповідь на російське вторгнення в Україну, ЄC вніс Усманова до «чорного списку» та наклав на нього заборону на в'їзд до території ЄС і заморозивши всі його активи. У владі ЄС заявили: «Його називають одним із улюблених олігархів Путіна».
Усманов підозрюється владою Німеччини у відмиванні коштів та ухиленні від сплати податків. У вересні 2022 року у баварській віллі олігарха пройшли обшуки.
У жовтні 2022 року з хорватського порту зникла заарештована яхта Усманова та його дружини. Яхта Irina VU довжиною 35 м коштує 5 млн євро. Всупереч арешту, судно вийшло з порту Бетіна 6 жовтня, а 9 жовтня зайшло до порту Дідім у Туреччині, це стало останнім публічно відомим місцезнаходженням яхти. Цими ж днями до хорватського порту зайшла ідентична яхта, яка мала вдавати судно Усманова, щоб поліціянти вважали, що Irina VU досі стоїть у марині Бетіна.
27 грудня 2022 року в Україні було заарештовано майно Усманова вартістю майже 2 млрд грн. На території портів було виявлено підпільні склади з залізною рудою, що належить його компанії.
У жовтні 2023 року поліцейські та митники Німеччини обшукали декілька об'єктів нерухомості на півдні країни, що належать Усманову. Користування ними було заморожено відповідно до санкцій Євросоюзу.

## Санкції та конфіскація активів
У лютому 2024 року Європейський суд відхилив позов Усманова про виключення із списку санкцій.
25 вересня 2024 року Вищий антикорупційний суд України (ВАКС) постановив стягнути на користь України активи Алішера Усманова та його бізнес-партнерів родини Скоч та Стрешинського на суму 2 млрд грн, зокрема: залізорудну продукцію (165 тис. тонн) та 100 % статутного капіталу  ТОВ «Петер-Сервіс України» (IT-компанія, яка раніше була під контролем Алішера Усманова).
Намагаючись уникнути санкцій, Усманов з 2023 року став усе більше часу проводити на батьківщині в Узбекистані, де він інвестував гроші у місцеву економіку і позитивно відгукувався про державну політику. Це частково спрацювало, і в листопаді 2022 року влада Узбекистану попросила у ЄС зняти санкції з Усманова та його сестри, пояснивши це тим, що обмеження начебто заважають олігарху інвестувати в країну та займатися благодійністю. Раніше аналогічне прохання до Брюсселя направила влада Угорщини.

## Сім'я та родинні зв'язки
Дружина з 1992 по 2022 рік — головний тренер збірної Росії з художньої гімнастики Ірина Вінер-Усманова. На початку 1980-х років, ще перебуваючи в ув'язненні, Алішер послав Ірині хустинку, що за узбецьким звичаєм означає пропозицію руки і серця. Дехто вважає, що пара розлучилась, щоб уникнути санкцій. 6 липня 2022 року Вінер підтвердила розлучення з Усмановим, оформлене в РАЦСі.
Пасинок — Антон Вінер (нар. 1973) — син Ірини Вінер від першого шлюбу — власник мережі елітних соляріїв «Сан і Сіті» і засновник мережі «Хівінська Чайхана „Урюк-Кафе“». Своїх дітей у Алішера Усманова немає, про що він сам публічно заявляв.
Сестра — Саодат Нарзієва, гінеколог із 30-річним стажем. 8 квітня 2022 року потрапила під санкції Євросоюзу. Однак після того, як було опубліковано розслідування, які доводять, що дані розслідування OCCRP 2022 року, згідно з якими вона була бенефіціарним власником «27 секретних корпоративних рахунків» у банку Credit Suisse, були неправдивими, 14 вересня 2022 року Рада ЄС зняла з неї санкції.
Серед близьких родичів Усманова називали племінника — Бабура Усманова, який у травні 2009 року одружився з Дієрою — племінницею Шавката Мірзійоєва — на той час прем'єр-міністра, а нині — президента Узбекистану. Бабур Усманов на смерть розбився на своєму автомобілі 8 травня 2013 року в Ташкенті.
У Алішера Усманова є 6 племінників — Санджар і Сарвар Ісмаїлови, Сардор Фатхуллаєв (Казаков) і Асаль Нарзієва від двох сестер Алішера Усманова. Ще одна племінниця — Ганя Усманова, 1993 року народження, 1 грудня 2017 року вийшла заміж за узбецького тенісиста Ваджа Узакова.
За даними Forbes, Усманов має далекі родинні зв'язки з президентом Узбекистану Шавкатом Мірзійоєвим. У бізнесмена і політика є спільна внучата племінниця, дочка загиблого племінника Усманова Бабура і племінниці Мірзійоєва Діори.